# Nenad Venancije Pehar
Nenad Venancije Pehar (Stubica, 7. svibnja 1910. - ?, vjerojatno 14. veljače 1945.) bio je hrvatski franjevac, teolog, povjesničar i pjesnik, jedan od šezdesetšestorice Hercegovačkih franjevačkih mučenika.
Rodio se u Studencima kod Ljubuškog u obitelji Franje Pehara i Marije rođ. Dugandžić, krsnog imena Jozo. Pučku školu pohađa u Trebižatu, nakon čega upisuje Franjevačku klasičnu gimnaziju u Širokom Brijegu, završetkom koje stupa u novicijat uzevši redovničko ime Nenad ili Venancije ↓1. Jednostavne zavjete polaže 5. kolovoza 1931. na Humcu, a svečane 12. kolovoza 1934. u Mostaru, gdje na Franjevačkoj bogosloviji studira filozofiju i teologiju. Biskup Alojzije Mišić zaređuje ga svećenika 14. lipnja 1936. u Kotoru. Iduće akademske godine pohađao daljnji studij teologije u Breslau (Wroclawu). U Beogradu je u bolničkoj četi između studenog 1937. i lipnja 1938. odslužio vojni rok, povratkom s kojeg radi kao vjeroučitelj u Konjicu.
U listopadu 1939. upisuje studij povijesti na Mudroslovnom fakultetu u Zagrebu, na kojem 1943. polaže diplomski ispit iz opće povijesti. ↓2 Još iste godine imenovan je profesorom povijesti na širokobriješkoj gimnaziji, u kojoj je obnašao i dužnost čuvara (kustosa) povijesno-zemljopisne zbirke. Za vrijeme Drugog svjetskog rata odnosno u vrijeme svoga studija povijesti vodio je dobrotovorne akcije prikupljanja živežnih namirnica za potrebe ratnom neimaštinom pogođenih dijelova hercegovačke franjevačke provincije, kao i u kupnju i uređenje kuće za hercegovačke bogoslove u Zagrebu, pribavljenju ponajviše zalaganjem dr. fra Radoslava Glavaša. 
Pehar je bio suradnik fra Lea Petrovića na proučavanju, pripremi i objavljivanju povijesnih zapisa hercegovačke franjevačke provincije. Pehar sastavja izvješće o stradanju Hrvata katolika u Hercegovini koje šalje Ministarstvu pravosuđa i bogoštovlja u Zagrebu, autorom je Kronike Provincije (Hercegovina franciscana, 1944.) o ratnim stradanjima na području Provincije te sudjeluje u izradi nacrta za spomenicu o djelovanju hercegovačkih franjevaca u Hercegovini i svijetu, kao i niza drugih dokumenata. Pripovijetke, pjesme i znanstvene članke s područja teologije objavljuje u svih pet brojeva bogoslovskog časopisa Stopama otaca te u Katoličkoj obitelji i Katoličkom tjedniku.